# 生成矩阵
在编码理论中，生成矩阵（英語：generator matrix）是一个矩阵，该矩阵的行是线性码的一组基。所有码字都是该矩阵的行的线性组合，也就是说，线性码是其生成矩阵的行空间。

## 术语
若 G 为一矩阵，它生成线性码 C 的码字的方式为，
w = s G,
其中 w 是线性码 C 的一个码字，而 s 是任意向量。 线性 {\displaystyle [n,k,d]_{q}} 码的生成矩阵的格式为 {\displaystyle k\times n}，其中 n 为码字的长度，k 为信息比特的数量（作为向量子空间的 C 的维数），d 为码的最小距离，而 q 为有限域的大小, 即字典中符号的个数（因此 q = 2 表示二元码，等等。）冗余比特的数量用 r = n - k 表示。
生成矩阵的标准形式为，
{\displaystyle G={\begin{bmatrix}I_{k}|P\end{bmatrix}}},
其中 {\displaystyle I_{k}} 是 k×k 單位矩陣而 P 是 k×r 矩阵。当生成矩阵为标准形式时，码 C 在其前 k 个坐标位置为系统码。
生成矩阵可以用来构建一个码的奇偶檢驗矩陣（反过来也可以）。如果生成矩阵 G 是标准形式  {\displaystyle G={\begin{bmatrix}I_{k}|P\end{bmatrix}}}，那么 C 奇偶校验矩阵就是
{\displaystyle H={\begin{bmatrix}-P^{\top }|I_{n-k}\end{bmatrix}}},
其中 {\displaystyle P^{\top }} 是 {\displaystyle P} 矩阵的转置。这是由于 {\displaystyle C} 的奇偶检验矩阵是对偶码 {\displaystyle C^{\perp }} 的一个生成矩阵。

## 等价码
如果一个码可以由另一个码通过下列两种变换得到的话，则码 C1 与码 C2 是等价的（记为C1 ~ C2）：

1. 任意排列码的位置
2. 将固定位置上的做置换

等价码的最小距离相同。

## 延伸阅读
- MacWilliams, F.J.; Sloane, N.J.A., , North-Holland, 1977, ISBN 0-444-85193-3